# Virtual Kasparov
Virtual Kasparov is een computerspel dat werd ontwikkeld en uitgegeven door Titus Software. Met het spel kan de speler schaken. Het speelveld wordt isometrisch met bovenaanzicht weergegeven. Het schaakspel heeft 31 tegenstanders. Deze variëren in leeftijd, speelsterkte, culturele achtergrond en woonplaats. Door van deze groep te winnen kan de speler tegen Garry Kasparov zelf spelen. Het spel kan ook tegen een menselijke tegenstander gespeeld worden via de linkkabel. De engine is dit spel is dezelfde als Virtual Chess 64. Het spel bevat ook een tutorial die door Kasparov zelf geschreven is. Het is mogelijk de speelstand op te slaan.

## Ontvangst
| Beoordeeld door         | Jaar | Platform         | Score |
| ----------------------- | ---- | ---------------- | ----- |
| All Game Guide          | 2001 | PlayStation      | 80%   |
| Game Informer Magazine  | 2002 | PlayStation      | 78%   |
| Armchair Empire, The    | 2002 | Game Boy Advance | 75%   |
| PSX Nation              | 2001 | PlayStation      | 75%   |
| Jeuxvideo.com           | 2002 | Game Boy Advance | 75%   |
| Game Vortex             | 2002 | Game Boy Advance | 75%   |
| Playstation Illustrated | 2001 | PlayStation      | 68%   |
| IGN                     | 2002 | Game Boy Advance | 65%   |
| Video Games             | 2001 | PlayStation      | 62%   |
| 4Players.de             | 2001 | PlayStation      | 59%   |